# Ратних Олександр
Ратних Олександр Сергійович  (нар. 2006, село Синяк, Бучанський район, Київська область, Україна) — український спортсмен, представник руху Street Workout, рекордсмен України у категорії «Найбільша кількість віджимань на вказівному та середньому пальцях обох рук».
Біографія
Олександр Ратних народився 2006 року в селі Синяк Бучанського району Київської області. З дитинства займався фізичною підготовкою та спортом, згодом почав займатися вуличною гімнастикою (Street Workout).
У 2020 році почав спеціалізовано тренуватися з метою встановити національний рекорд у віджиманнях на пальцях.
Із рук експерта Олександр Ратних отримав сертифікат про встановлення рекорду України. Також Представник Національного реєстру відзначив Академію спорту, відділ молоді та спорту і Бучанську міську раду за підтримку та сприяння в організації та проведенні заходу.
Рекорд України
24 березня 2025 року в місті Буча Олександр встановив Національний рекорд України у номінації «Найбільша кількість віджимань на вказівному та середньому пальцях обох рук». Йому вдалося виконати 38 повторень за 51 секунду, що стало офіційним досягненням, зафіксованим представниками Національного реєстру рекордів України.
Рекорд був підтверджений під час публічного заходу в присутності суддів та глядачів.
Визнання

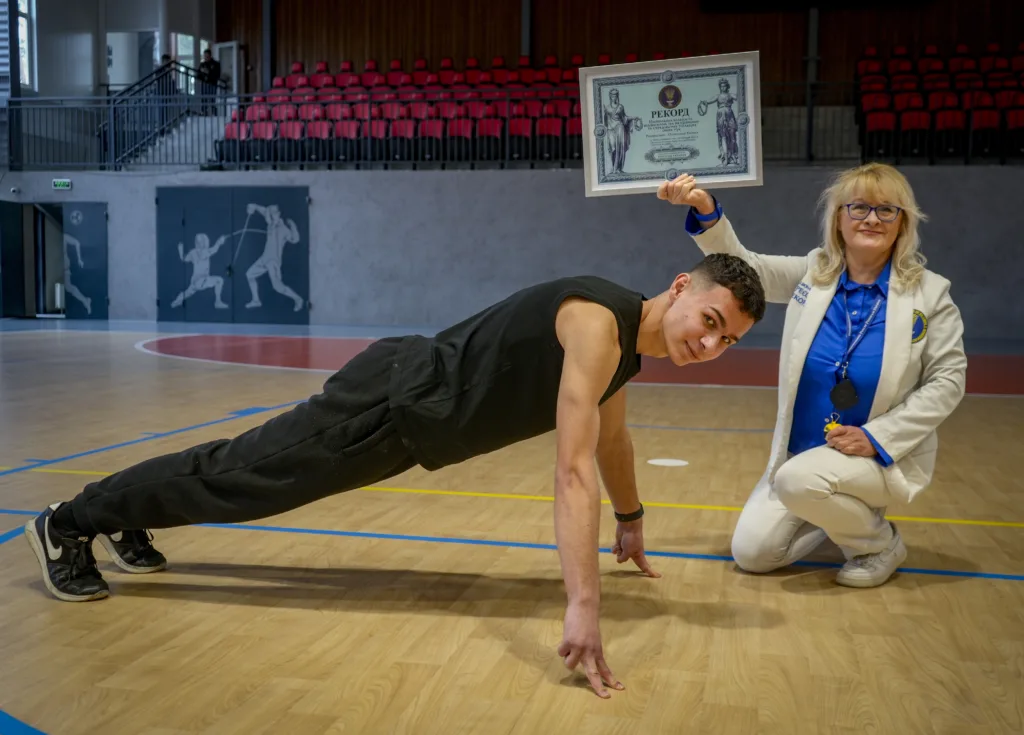
Рекорд України зареєстровано 24.03.2025 у Бучі Національним Реєстром Рекордів України

Досягнення Олександра висвітлили українські ЗМІ, серед яких:
- Kyivschina24.com
- Погляд
- KyivVlada
- ШоТам
- KyivPress
- Big Kyiv та інші.

Джерела
- Рекорд України встановлено в Бучі[1]

- 18-річний атлет Олександр Ратних віджався на вказівному та середньому пальцях рук[2]

- Олександр Ратних встановив спортивний рекорд України у Бучі[3]

- У Бучі зареєстрували новий рекорд з віджимання на двох пальцях рук[4]
- У Бучі 18-річний хлопець встановив новий спортивний рекорд України[5]

1. 1 2  Рекорд України встановлено в Бучі | БУЧАНСЬКІ НОВИНИ. www.buchanews.com.ua. Процитовано 17 травня 2025.
2. ↑  Гравітація не діє: у Бучі зареєстрували новий рекорд України. Вечірній Київ (укр.). 25 березня 2025. Процитовано 17 травня 2025.
3. ↑  Олександр Ратних встановив спортивний рекорд України у Бучі. Київ Life (укр.). Процитовано 17 травня 2025.
4. ↑  Маркова, Дарʼя (25 березня 2025). У Бучі зареєстрували новий рекорд з віджимання на двох пальцях рук. KyivTime (укр.). Процитовано 17 травня 2025.
5. ↑  Кишиневський, Микита (25 березня 2025). У Бучі 18-річний хлопець встановив новий спортивний рекорд України. ШоТам (укр.). Процитовано 17 травня 2025.